# Ellen Brockhöft
Ella (Ellen) Gertrud Auguste Brockhöft (geb. Rehra; * 29. April 1893 in Berlin; † 19. Dezember 1977 in Bonn) war eine deutsche Eiskunstläuferin, die im Einzellauf startete.
Ellen Brockhöft, die den Berliner Schlittschuhclub repräsentierte, war die erfolgreichste deutsche Eiskunstläuferin in den 1920er Jahren. Sie wurde in den Jahren 1921 und von 1923 bis 1928 deutsche Meisterin im Eiskunstlauf der Damen. 1924 in Oslo und 1925 in Davos wurde sie Vize-Weltmeisterin hinter Herma Szabó. Die Weltmeisterschaften 1927 beendete sie auf dem vierten Platz. Bei ihren einzigen Olympischen Spielen wurde sie 1928 in St. Moritz Neunte.

## Ergebnisse
| Wettbewerb / Jahr        | 1920 | 1921 | 1922 | 1923 | 1924 | 1925 | 1926 | 1927 | 1928 |
| ------------------------ | ---- | ---- | ---- | ---- | ---- | ---- | ---- | ---- | ---- |
| Olympische Winterspiele  |      |      |      |      |      |      |      |      | 9.   |
| Weltmeisterschaften      |      |      |      |      | 2.   | 2.   |      | 4.   |      |
| Deutsche Meisterschaften | 2.   | 1.   | 2.   | 1.   | 1.   | 1.   | 1.   | 1.   | 1.   |